# أبو الأخنس بن حذافة
أبو الأخنس بن حذافة بن قيس بن عدي بن سعد بن سهم القرشي السهمي، أخو خُنيس بن حذافة وعبد الله بن قيس ابن عدي بن سعد بن سهم القرشى السهمي
قال أبو عمر: لا يوقف له على الاسم، وفي صحبته نظر. قال الزبير بن بكار: العقب في حذافة لأبي الأخنس، ولم يبق منهم- يعني في وقته- إلا ولد عبد اللَّه بن محمد بن ذؤيب بن عمامة بن أبي الأخنس بن حذافة.
عده صاحب كتاب الإصابة في تمييز الصحابة من الصحابة.